# 南陽公主 (隋朝)
南陽公主（586年—7世纪），隋朝公主，隋炀帝长女。
南陽公主有美貌和才气，“美风仪，有志节，造次必以礼”。开皇十九年（599年），南陽公主十四岁時，下嫁许国公宇文述之子宇文士及。
618年，宇文士及之兄宇文化及谋反，杀死隋炀帝。南陽公主有一子宇文禅师，窦建德起兵诛杀宇文化及时，派虎贲郎将问如何处置宇文禅师。南陽公主则称：“虎贲既隋室贵臣，兹事何须见问！”于是宇文禅师被杀。随后南陽公主请求为比丘尼。之后窦建德事败，公主将归长安，与宇文士及再次于洛阳相遇，宇文士及请求与公主相见，公主不允。宇文士及于是站在户外，请复为夫妇。公主则称：“我与君仇家，今所以不手刃君者，但谋逆之日，察君不预知耳。”命其速速离去。宇文士及仍然坚持，但公主怒曰：“必欲就死，可相见也！”宇文士及乃拜辞离去。

## 延伸阅读
[在维基数据编辑]
 《北史·卷091》，出自李延壽《北史》
 《隋書·卷80》，出自魏徵《隋书》